# Ozarba aldabrae
Ozarba aldabrae là một loài bướm đêm trong họ Noctuidae.